# Алборов, Аслан Сергеевич
Асла́н Серге́евич Албо́ров (осет. Ӕлборты Сергейы фырт Аслан; род. 8 ноября 1957 город Владикавказ Северной Осетии — Алании) — заслуженный тренер РСФСР по вольной борьбе (1991), мастер спорта СССР.

## Биография
Родился 8 ноября 1957 года в городе Владикавказ Северной Осетии. С 1974 года начал заниматься вольной борьбой под руководством Фёдора Калоева.
В 1981 года окончил факультет физического воспитания и спорта Северо-Осетинского государственного университета имени К. Л. Хетагурова. Работает тренером детско-юношеской спортивной школы Министерства народного образования Северной Осетии.
Среди его воспитанников чемпион СССР среди молодёжи и чемпион России среди взрослых — Георгий Кайсынов.